# NÖ Open 2022
Il NÖ Open 2022 è stato un torneo maschile tennis professionistico. È stata la 2ª edizione del torneo, facente parte della categoria Challenger 100 nell'ambito dell'ATP Challenger Tour 2022, con un montepremi di 90 280 €. Si è svolto dal 5 all'11 settembre 2022 sui campi in terra rossa del Tennisclub Tulln di Tulln an der Donau, in Austria.

## Partecipanti

### Teste di serie
| Nazionalità   | Giocatore        | Ranking* | Testa di serie |
| ------------- | ---------------- | -------- | -------------- |
| Argentina     | Federico Coria   | 78       | 1              |
| Taipei cinese | Tseng Chun-hsin  | 89       | 2              |
| Slovacchia    | Norbert Gombos   | 114      | 3              |
| Svezia        | Elias Ymer       | 133      | 4              |
| Austria       | Dennis Novak     | 136      | 5              |
| Austria       | Jurij Rodionov   | 139      | 6              |
| Austria       | Filip Misolic    | 141      | 7              |
| Italia        | Marco Cecchinato | 142      | 8              |

* Ranking al 29 agosto 2022.

### Altri partecipanti
I seguenti giocatori hanno ricevuto una wild card per il tabellone principale:
- Lucas Miedler
- Lukas Neumayer
- Joel Schwärzler

I seguenti giocatori sono entrati in tabellone come special exempt:
- Maxime Janvier
- Cedrik-Marcel Stebe

I seguenti giocatori sono entrati in tabellone con il ranking protetto:
- Sebastian Ofner
- Pedro Sousa

Il seguente giocatore è entrato in tabellone come alternate:
- Gerald Melzer

I seguenti giocatori sono passati dalle qualificazioni:
- Benjamin Hassan
- Julian Lenz
- Ivan Gakhov
- Lukáš Klein
- Jelle Sels
- Elmar Ejupović

## Campioni

### Singolare
Jozef Kovalík ha sconfitto in finale  Jelle Sels con il punteggio di 7–6(6), 7–6(3).

### Doppio
Alexander Erler /  Lucas Miedler hanno sconfitto in finale  Zdeněk Kolář /  Denys Molčanov con il punteggio di 6–3, 6–4.